# 白毛繁缕
白毛繁缕（学名：Stellaria patens）是石竹科繁缕属的植物。分布于锡金、克什米尔地区、印度、尼泊尔、不丹以及中国大陆的西藏等地，生长于海拔2,200米至2,820米的地区，常生于林间或林缘草地，目前尚未由人工引种栽培。
种名patens意为伸展的。